# Nicolò Turco
Pour les articles homonymes, voir Turco.
Nicolò Turco, né le 15 janvier 2004 à Tortone, est un footballeur italien qui joue au poste d'attaquant.

## Biographie

### Carrière en club
Né à Tortone en Italie, Nicolò Turco est formé par le Genoa CFC, avant de rejoindre en 2018 le Juventus FC, où il s'illustre d'abord en Championnat Primavera,.

### Carrière en sélection
En juin 2023, Turco est convoqué avec l'équipe d'Italie des moins de 19 ans pour participer au Championnat d'Europe des moins de 19 ans qui a lieu en juillet. 
Après sa victoire face à l'Espagne (3-2), l'Italie atteint la finale de la compétition,, où elle s'impose 1-0 face au Portugal, son premier titre dans la catégorie en 20 ans,,,.

## Palmarès
Italie -19 ans
- Championnat d'Europe
  - Vainqueur en 2023